# Łąki Ciebłowickie
Łąki Ciebłowickie (kod PLH100035) – specjalny obszar ochrony siedlisk sieci Natura 2000, zlokalizowany na terenie województwa łódzkiego. Obszar obejmuje powierzchnię 477,18 ha. Teren wyznaczony został w celu długotrwałego zabezpieczenia naturalnych siedlisk życia oraz populacji zagrożonych wymarciem gatunków zwierząt (z wyłączeniem ptaków) takich jak: 
bóbr europejski Castor fiber,
czerwończyk nieparek Lycaena dispar,
kumak nizinny Bombina bombina,
różanka Rhodeus sericeus amarus,
traszka grzebieniasta Triturus cristatus (Triturus cristatus cristatus),
trzepla zielona Ophiogomphus cecilia,
wydra Lutra lutra.

## Siedliska pod ochroną(zkodem siedlisk)
- 3150 starorzecza i naturalne eutroficzne zbiorniki wodne ze zbiorowiskami z Nympheion, Potamion
- 6430  ziołorośla górskie (Adenostylion alliariae) i ziołorośla nadrzeczne (Convolvuletalia sepium)
- 6510 niżowe i górskie świeże łąki użytkowane ekstensywnie (Arrhenatherion elatioris),
- 9170 grąd środkowoeuropejski i grąd subkontynentalny (Galio-Carpinetum, Tilio-Carpinetum),
- 91E0 łęgi wierzbowe, topolowe, olszowe i jesionowe (Salicetum albo-fragilis, Populetum albae,Alnenion glutinoso-incanae) i olsy źródliskowe,